# Catch 22 (album)
Catch 22 är det svenska death metal-bandet Hypocrisys åttonde studioalbum, utgivet 2002. Detta är enligt Peter Tägtgren själv det mest extrema som bandet någonsin har gjort.

## Låtlista
1. "Don't Judge Me" - 2:28
2. "Destroyed" - 3:56
3. "On the Edge of Madness" - 4:59
4. "A Public Puppet" - 3:40
5. "Uncontrolled" - 4:41
6. "Turn the Page" - 4:05
7. "Hatred" - 4:46
8. "Another Dead End (For Another Dead Man)" - 3:44
9. "Seeds of the Chosen One" - 5:06
10. "All Turns Black" - 4:24